# Nitroguanidin
Nitroguanidin (2-Nitroguanidin, Picrite, CH4N4O2, H2NC(NH)NHNO2) er en kemisk forbindelse. Det er et hvidt krystalinsk stof. Det smelter ved 255 °C, nedbrydes ved 250 °C og er ikke brændbart, meget svagt eksplosiv, men høj detonationshastighed.
Det bruges som et eksplosivt brændstof, mest i røgsvagt krudt som den tredje base – Nitroguanindinen sænker brændstoffets lysstyrke og flammetemperatur. Nitroguanidin, og lignende stoffer, bruges også som pesticid. (andre navne – clothianidin, dinotefuran, imidacloprid og thiamethoxam).
Nitroguanidin er giftigt og kræftfremkaldende.